# 야치요정 (히로시마현)
야치요정(八千代町)은 일본 히로시마현 다카타군에 존재했던 정이다. 2004년 3월 1일 야치요정이 다카타군 요시다정, 미도리정, 다카미야정, 고다정, 무카이하라정과 합병하여 아키타카타시가 신설되고, 소멸하였다.

## 역사
- 1955년 3월 31일 - 다카타군 가리타촌, 네노촌이 신설합병해 야치요촌이 성립하였다.
- 1960년 4월 1일 - 정으로 승격해 야치요정이 되었다.
- 2004년 3월 1일 - 다카타군 요시다정, 미도리정, 다카미야정, 고다정, 무카이하라정과 신설합병해 아키타카타시가 성립하였다. 동일 야치요정은 폐지되었다.

## 주요시설
- 하지댐 (土師ダム)
- 야치요의 언덕 미술관 (八千代の丘美術館)

## 오아자
- 갓타 勝田
- 가미네 上根
- 사사이 佐々井
- 시모네 下根
- 하지 土師
- 무코야마 向山

## 교통

### 철도
- 서일본 여객철도
  - 게이비 선
  - 산코 선

### 도로
- 국도 제54호선
- 국도 제183호선